# Tony Jackson (cestista 1942)
Anthony B. Jackson, detto Tony (Brooklyn, 7 novembre 1942 – Brooklyn, 28 ottobre 2005), è stato un cestista statunitense, professionista nella ABA.

## Carriera

### College
Dopo una notevole carriera alla Thomas Jefferson high-school, dove stabilì un record per la Public Schools Athletic League segnando 1.433 punti, si trasferì alla St. John's University, dove giocò per coach Joe Lapchick.
In tre stagioni al college segnò 1.603 punti (21,1 di media) e venne nominato MVP del National Invitation Tournament del 1959, quando St. John's si impose in finale su Bradley per 76 a 71.
Venne inoltre nominato All-America sia nel 1960 che nel 1961.

### ABL e ABA
Venne selezionato dai New York Knicks nel draft NBA 1961, ma rimase coinvolto nello scandalo delle scommesse che nel maggio 1961 investì molti giocatori di college, non per aver accettato del denaro - Jackson rifiutò la bustarella - ma per non aver denunciato il fatto. Il commissioner della NBA Maurice Podoloff lo bandì dalla lega, nonostante non fosse stato formalmente accusato di nessun crimine.
Si trasferì quindi nella neonata ABL, giocando nella stagione 1961-1962 72 partite nei New York Tapers e nei Chicago Majors realizzando 17,5 punti a partita e mettendo a segno 141 tiri da tre punti (record in ABL), e 27 partite nella stagione successiva con Chicago realizzando 17,1 punti a partita.
Il 14 Marzo 1962 realizzò in ABL 53 punti in una partita, con 12 tiri da tre punti a segno, record che non verrà superato in ABA e in NBA fino al 2016.
Quando, nel 1967, venne creata la ABA firmò un contratto per I New Jersey Americans (in seguito New York Nets). Nel 1967-68 segnò 19,4 punti a partita e disputò l'All-Star Game, e il 27 Novembre 1967 con i 24 tiri liberi realizzati contro i Kentucky Colonels fece segnare il record di sempre ABA di liberi realizzati in una singola partita, mai più superato anche successivamente.
Giocò una seconda stagione nell'ABA: tre partite per i Nets, una per i Minnesota Pipers e 60 per gli Houston Mavericks, trovando però meno spazio rispetto all'anno precedente.
Al termine del campionato si ritirò dal basket professionistico.

## Statistiche

### ABL

#### Regular Season
| Anno      | Squadra                         | PG | PT | MP   | TC%  | 3P%  | TL%  | RP  | AP  | PRP | SP | PP   |
| --------- | ------------------------------- | -- | -- | ---- | ---- | ---- | ---- | --- | --- | --- | -- | ---- |
| 1961-1962 | New York Tapers/ Chicago Majors | 72 |    | 31,0 | 38,2 | 36,8 | 80,2 | 4,8 | 1,5 |     |    | 17,5 |
| 1962-1963 | Chicago Majors                  | 27 |    | 28,5 | 35,1 | 28,5 | 82,3 | 3,9 | 1,0 |     |    | 17,1 |

#### Play-off
| Anno | Squadra        | PG | PT | MP   | TC%  | 3P% | TL%  | RP   | AP  | PRP | SP | PP   |
| ---- | -------------- | -- | -- | ---- | ---- | --- | ---- | ---- | --- | --- | -- | ---- |
| 1962 | Chicago Majors | 1  |    | 33,0 | 31,8 | 0,0 | 92,9 | 10,0 | 1,0 |     |    | 27,0 |

### ABA

#### Regular Season
| Anno         | Squadra           | PG  | PT | MP   | TC%  | 3P%  | TL%   | RP  | AP  | PRP | SP | PP   |
| ------------ | ----------------- | --- | -- | ---- | ---- | ---- | ----- | --- | --- | --- | -- | ---- |
| 1967-1968    | N.J. Americans    | 74  |    | 35,6 | 38,3 | 30,1 | 82,9  | 6,8 | 1,9 |     |    | 19,4 |
| 1968-1969    | N.Y. Nets         | 3   |    | 6,7  | 0,0  | 0,0  | 100,0 | 1,0 | 0,0 |     |    | 0,3  |
| 1968-1969    | Minnesota Pipers  | 1   |    | 10,0 | 0,0  | 0,0  | 0,0   | 1,0 | 1,0 |     |    | 0,0  |
| 1968-1969    | Houston Mavericks | 60  |    | 23,7 | 36,0 | 22,1 | 88,7  | 4,0 | 2,3 |     |    | 12,5 |
| Carriera ABA | Carriera ABA      | 138 |    | 29,6 | 37,5 | 27,5 | 85,1  | 5,4 | 2,0 |     |    | 15,9 |

#### Massimi in carriera
Regular Season
- Massimo di punti in ABA: 42 vs Kentucky Colonels (18 dicembre 1967)
- Massimo di rimbalzi in ABA: 14 (2 volte)
- Massimo di assist in ABA: 5 vs Oakland Oaks (11 febbraio 1969)

## Palmarès
- Campione NIT (1959)
- NIT Most Valuable Player (1959)
- NCAA AP All-America First Team (1960)
- NCAA AP All-America Second Team (1961)
- All-ABL Second Team (1962)
- ABA All-Star (1968)